# Natriuresi
La natriuresi è il processo di escrezione del sodio nelle urine attraverso l'azione dei reni. È promossa dai peptidi natriuretici ventricolari e atriali, nonché dalla calcitonina, ed è inibita dall'aldosterone. La natriuresi riduce la concentrazione di sodio nel sangue e tende anche a ridurre il volume del sangue perché l'osmosi comporta il flusso di acqua dalla circolazione sanguigna del corpo all'urina insieme al sodio. Molti diuretici sfruttano questo meccanismo per curare condizioni mediche come l'ipernatremia e l'ipertensione, che comportano un eccesso di volume del sangue.